# Verdandi Corona
Verdandi Corona est une corona, formation géologique en forme de couronne, située sur la planète Vénus par -5,5° S et 65,2° E. Elle est localisée dans le quadrangle d'Ix Chel Chasma. Elle a été nommée en référence à Verdandi, déité nordique de la bénédiction. 

## Géographie et géologie
Verdandi Corona couvre une surface circulaire d'environ 180 km de diamètre. 